# Telford International Centre
Telford International Centre − kompleks hotelowo-konferencyjno-widowiskowo-sportowy znajdujący się w Telford, w regionie West Midlands w zachodniej Anglii.
Łączna powierzchnia kompleksu wynosi ponad 15 000 m². Jego główną część zajmują trzy hale widowiskowe, pełniące również rolę centrum konferencyjnego. Część hotelowa zaś obejmuje m.in. 351 dwuosobowe pokoje i 3 pokoje typu suite.
W latach 2007−2010, w Telford International Centre rozgrywany był najważniejszy i najbardziej prestiżowy, obok snookerowych mistrzostw świata – rankingowy turniej snookerowy, UK Championship. Snooker powrócił do tego miejsca w 2024 r. przy okazji turnieju Players Championship.